# Beugungsunschärfe
Als Beugungsunschärfe bezeichnet man die Schärfeminderung optischer Abbildungen durch Beugung von Licht an Blenden von Fotografie-, Teleskop- und Mikroskop-Objektiven.

## Ursache

Abb. 1: Die Intensität des diffraktiven Lichtes hinter einer kreisförmigen Blende

Durch die Einschränkung der Wellenfront beim Durchgang durch optische Geräte wird Licht gebeugt. Bei Lochblenden entstehen dabei sogenannte Beugungsscheibchen. Die Größe der Beugungsscheibchen nimmt mit der kleiner werdenden Blendenöffnung zu. Die Lichtverteilung des diffraktiven Lichtes folgt dabei bei homogen ausgeleuchteten Kreisblenden der Funktion {\displaystyle f(x)={\bigg (}{\frac {J_{1}(ax)}{ax}}{\bigg )}^{2}}
wobei {\displaystyle J_{1}} die Bessel-Funktion erster Ordnung erster Gattung  ist (siehe Abb. 1).
Beugung ist bei jeder Blendenöffnung vorhanden. Störend ist sie allerdings im Allgemeinen nur bei kleinen Blenden (hohe Blendenzahl). Ursache der Beugung ist die fehlende Konkurrenz alternativer Ausbreitungswege des Lichts. Diese lässt dem Licht mehr Freiheiten, sich doch nicht geradlinig auszubreiten.
Die Ursache für die Beugung ist nicht das Vorhandensein von Kanten und Linsenfassungen, sondern das Fehlen des Lichts hinter diesen.
Die häufig in der populärwissenschaftlichen Literatur zu findende Darstellung, dass Grenzflächen die Ursache der Beugung sind, würde zu ganz anderen Eigenschaften der Beugung führen.

## Förderliche Blende
Die Schärfentiefe nimmt bei einer gegebenen Brennweite grundsätzlich mit dem Schließen der Blende zu. Bei einigen Motiven, insbesondere in der Makrofotografie, benötigt man eine möglichst hohe Schärfentiefe, um das Objekt vollständig scharf abgebildet zu erhalten. Dies wird durch starkes Abblenden, das heißt durch die Wahl einer kleinen Blendenöffnung erreicht. Dann treten allerdings auch die Effekte der Beugungsunschärfe stärker auf, die den möglichen Gewinn an Schärfentiefe wieder kompensieren. In vielen Fällen ist daher ein Kompromiss zwischen Schärfentiefe und Beugungsunschärfe erforderlich. Dieser Kompromiss wird auch förderliche Blende oder optimale Blende genannt.

## Kritische Blende
→ Siehe Hauptartikel Kritische Blende
Die kritische Blende ist die Blendeneinstellung, die das höchste Auflösungsvermögen einer Aufnahme ermöglicht. Sie ist für den Rand eines Sensors (wegen der dort stärkeren Aberrationen) zahlenmäßig größer als für die Mitte des Sensors.
Sie ist ein Kompromiss aus Beugungsunschärfe und Aberrationsunschärfe. Die Schärfentiefe wird hierbei nicht berücksichtigt. Für ein Motiv mit Tiefe ist die förderliche Blende daher die optimale Blendeneinstellung.

## Apodisation
Das Einsetzen eines speziellen radialen Verlaufsfilters (Apodisationselement) in die Öffnungsblende des Strahlengangs unterdrückt Beugungsringe um die Bildpunkte und verbessert so den Kontrast eines Bildes auf Kosten des Auflösungsvermögens.

## Auswirkungen in der Fotografie

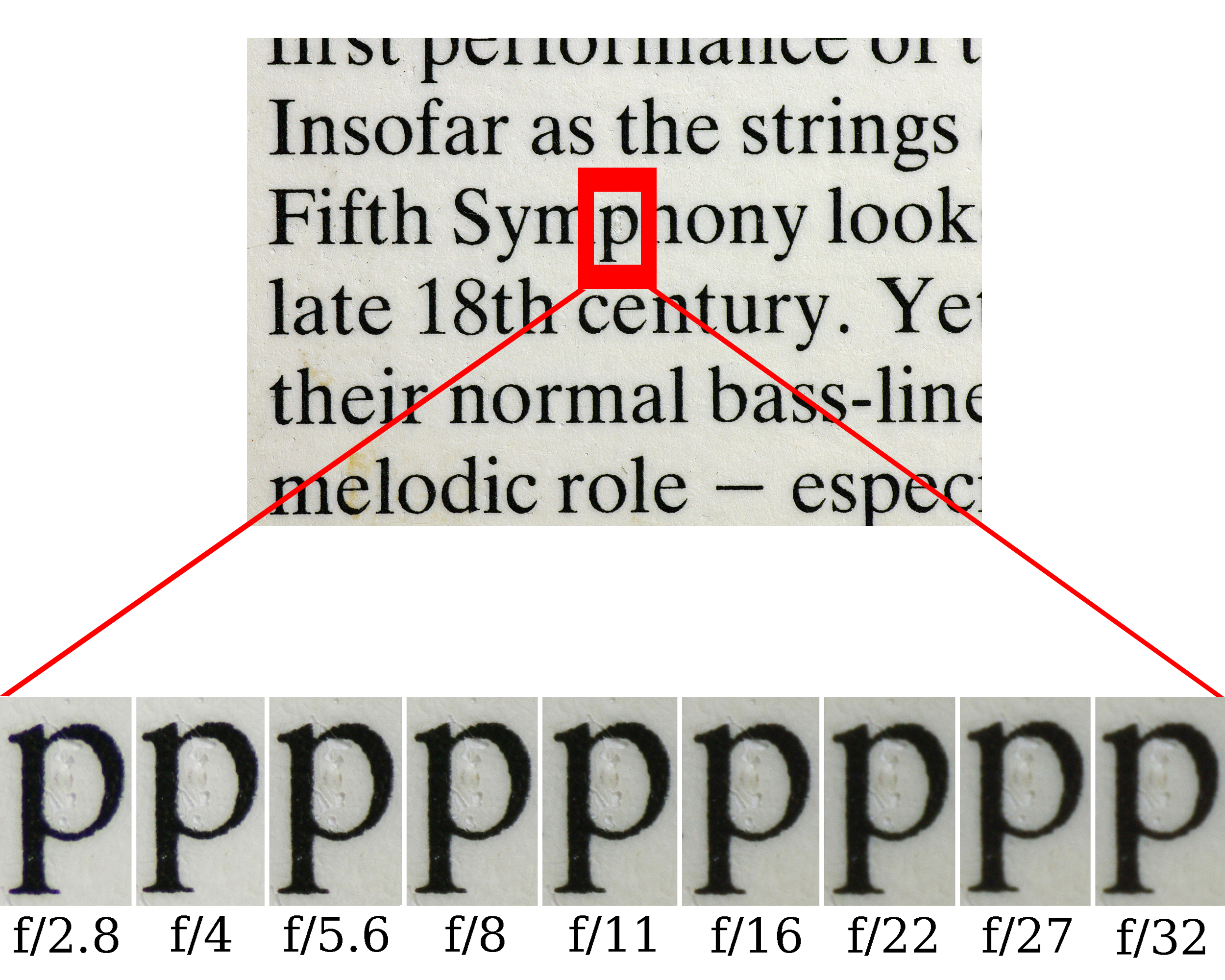
Zunehmende Beugungsunschärfe mit kleinerer Blendenöffnung

Die Winkelauflösung der Beugungsunschärfe ist von der effektiven Öffnungsweite {\displaystyle D} des verwendeten Objektivs abhängig und nicht von dessen Blendenzahl {\displaystyle k={\tfrac {f}{D}}}. Allerdings steigt mit der Brennweite {\displaystyle f} auch die geforderte Winkelauflösung, sodass für ein Bild einer gewissen Schärfe die Blendenzahl die entscheidende Größe ist.
Je kleiner die Öffnungsweite beziehungsweise je größer die Blendenzahl ist, desto größer ist der durch die Beugungsunschärfe entstehende Fleck. Für eine maximal zulässige Größe dieses Fleckes ergibt sich damit eine maximal sinnvolle Blendenzahl. Die maximal zulässige Größe dieses Fleckes kann man entweder durch die Größe des lichtempfindlichen Bereichs festlegen (zum Beispiel ein bestimmter Bruchteil der Bilddiagonale) oder durch die Auflösung des lichtempfindlichen Bereiches (bei Halbleitersensoren die Pixelgröße und bei Filmmaterial das Auflösungsvermögen des Films).
Kameras mit sehr kleinen Sensoren (die im Wesentlichen durch Halbleitersensoren erst sinnvoll geworden sind) haben oft eine sehr hohe Auflösung. Die maximal sinnvolle Blendenzahl ist bei einem Bildsensor mit 8 Millionen Bildpunkten und einer Bilddiagonale von 6 mm daher sehr niedrig und liegt im Bereich von unter 2. Bei Großformatkameras sind zum Teil Blendenzahlen von 64 noch sinnvoll.

## Bildbeispiele
Aufnahmeserie eines Objektes mit verschiedenen Blenden im Vollformat. Mit zunehmender Blendenzahl nimmt die Bildschärfe mittig sichtbar ab. Die Ränder werden bis f/32 schärfer (förderliche Blende KB)

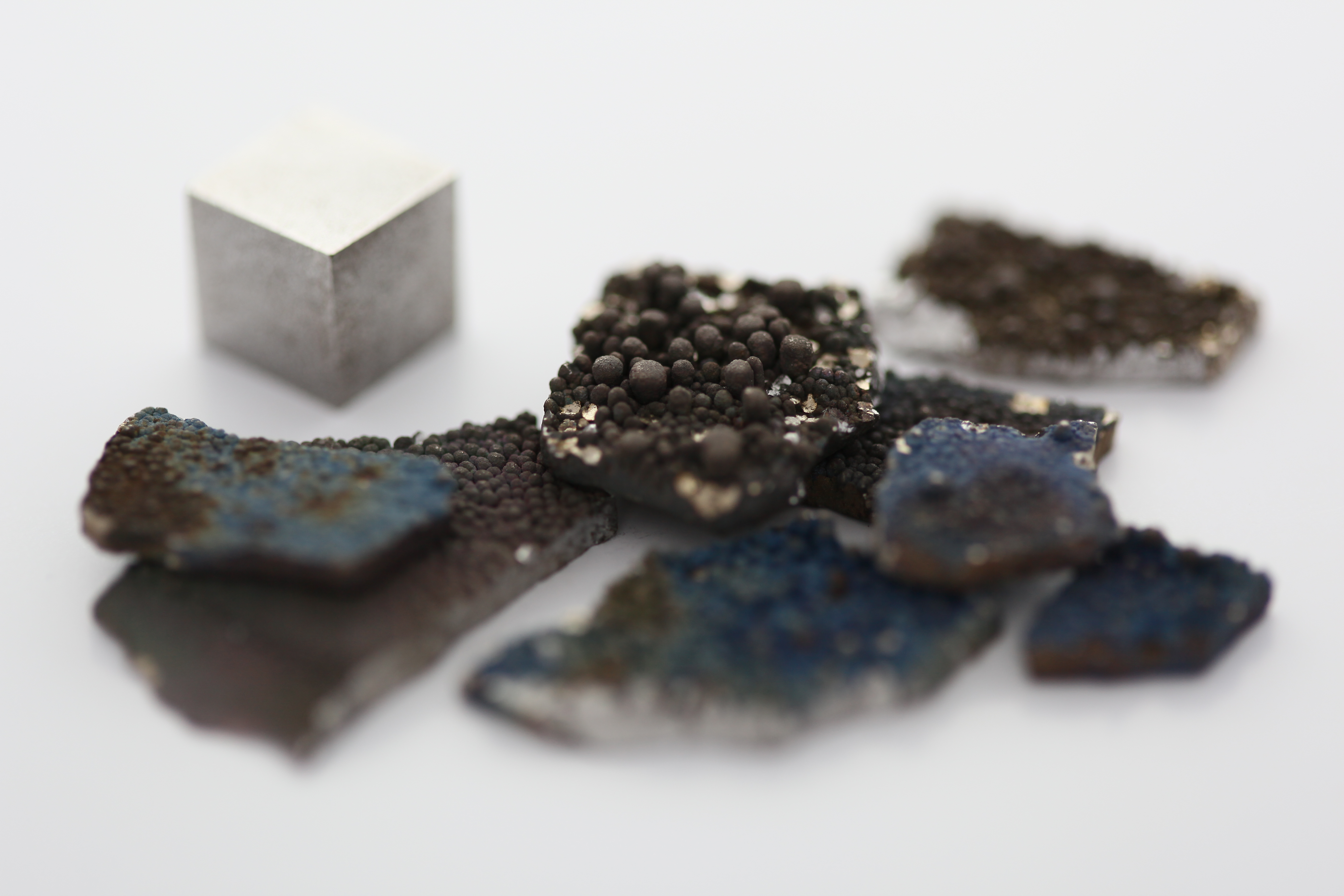
f / 2,8 Schärfebereich sehr klein
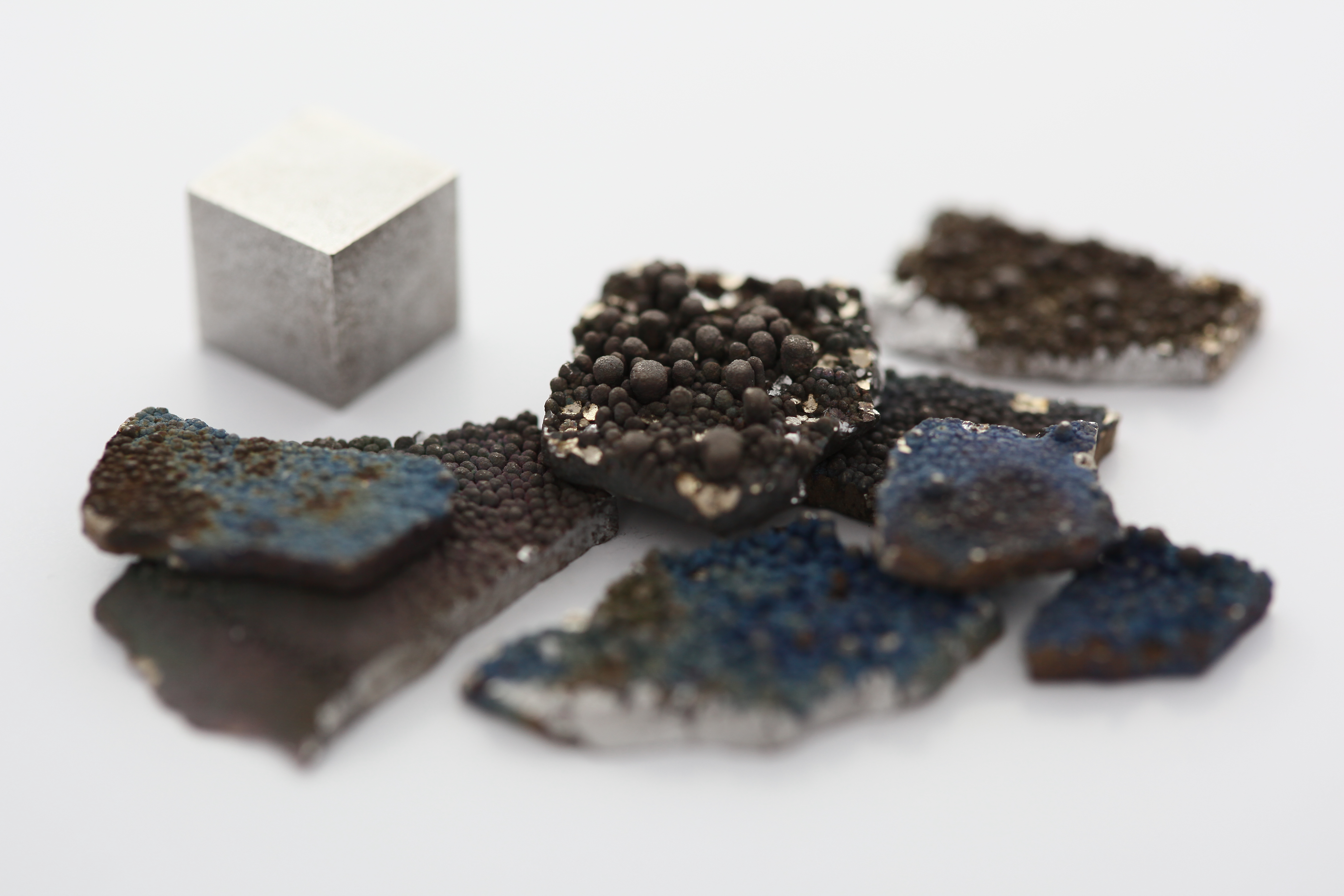
f / 4 Schärfebereich wird größer
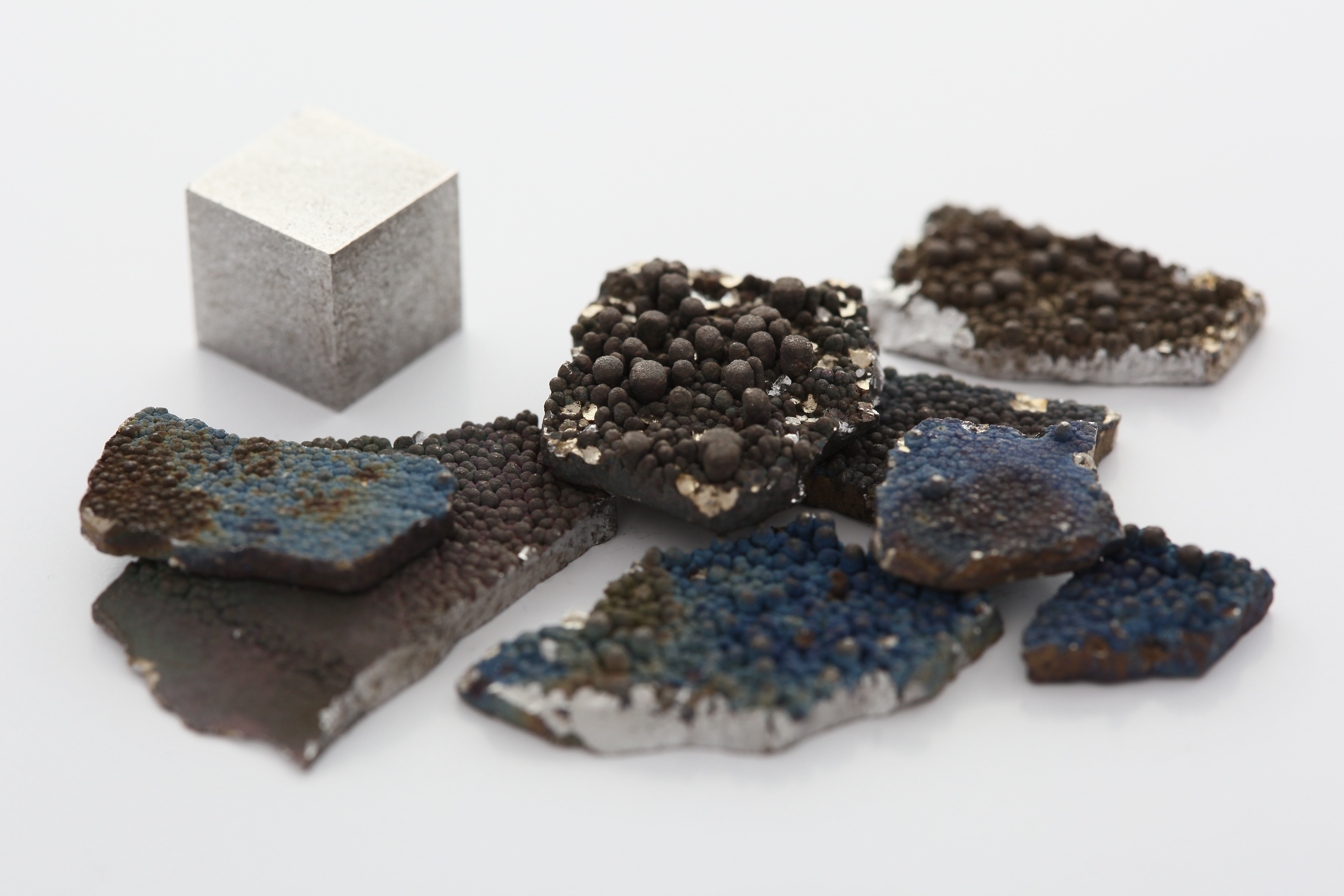
f / 8 Schärfebereich groß
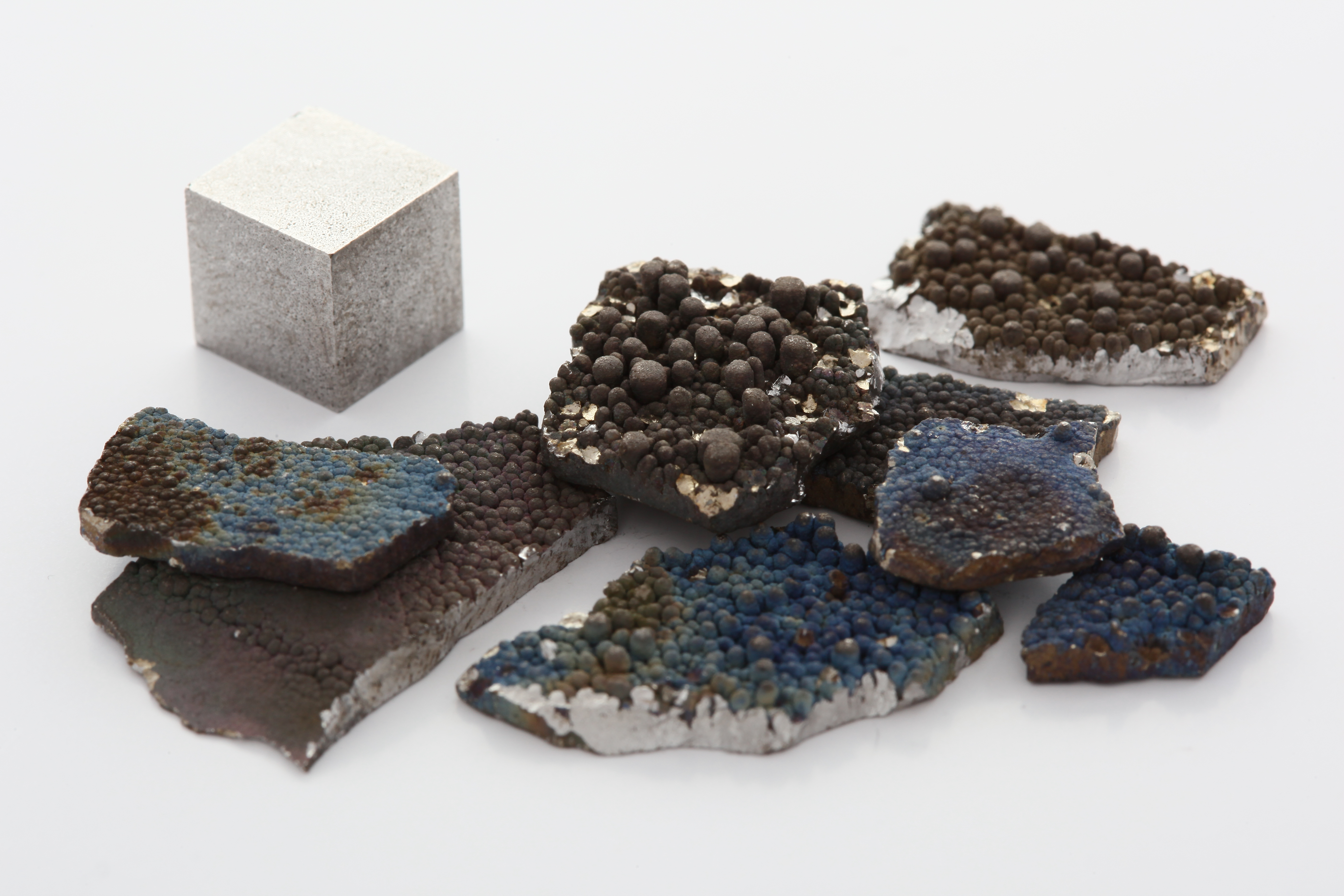
f / 16 Beugungsunschärfe fängt an
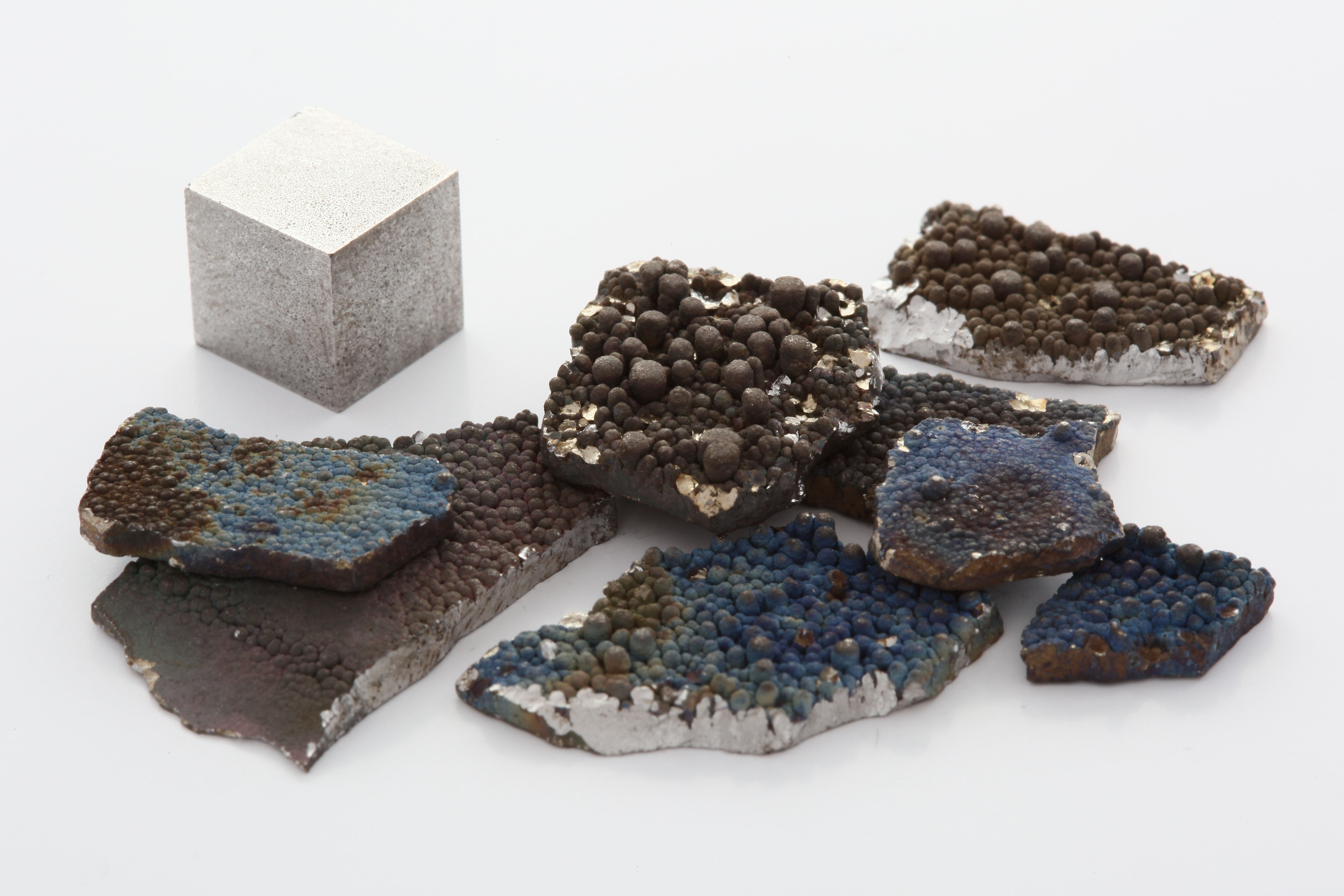
f / 22 deutliche Beugungsunschärfe
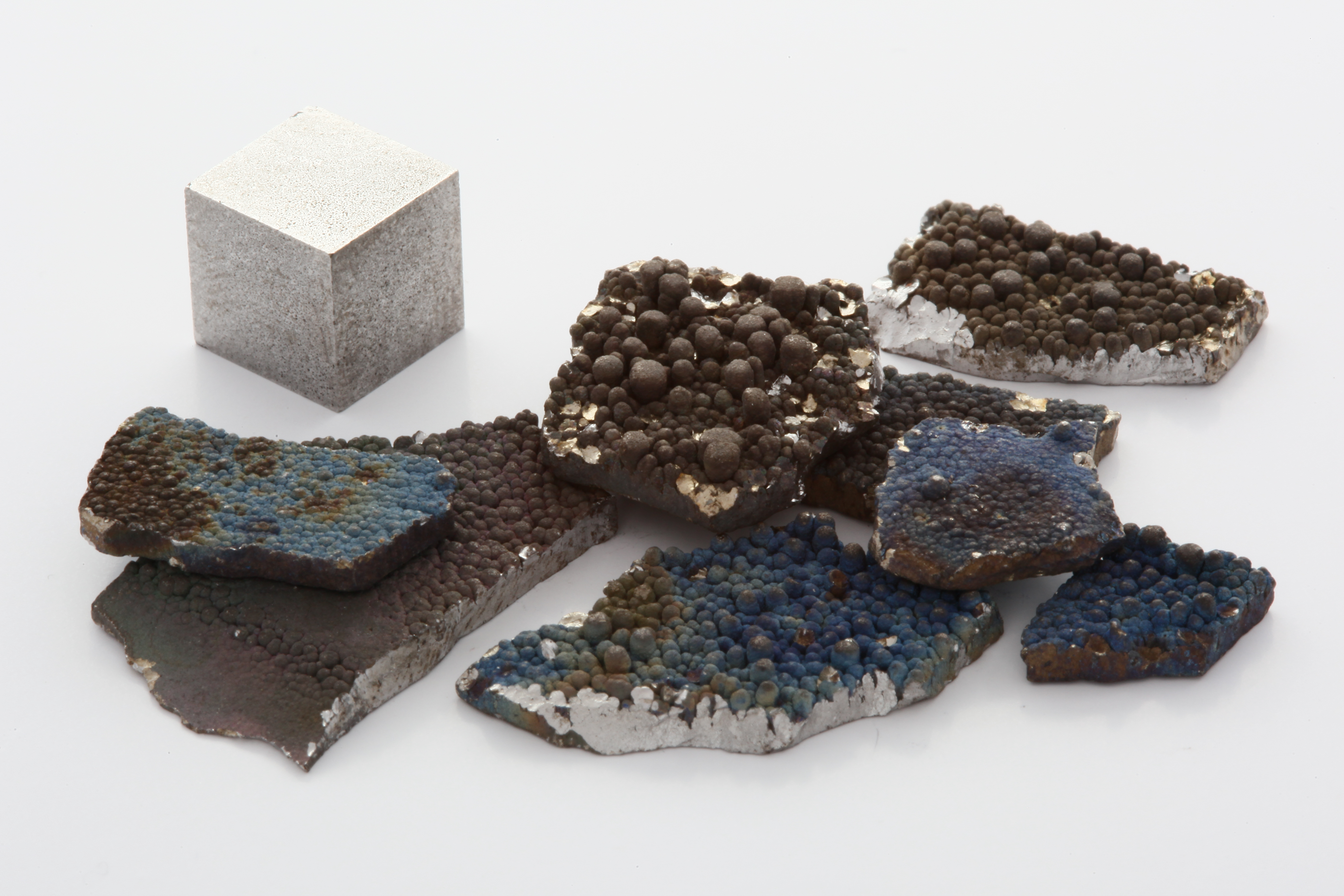
f / 32 Beugungsunschärfe wird groß
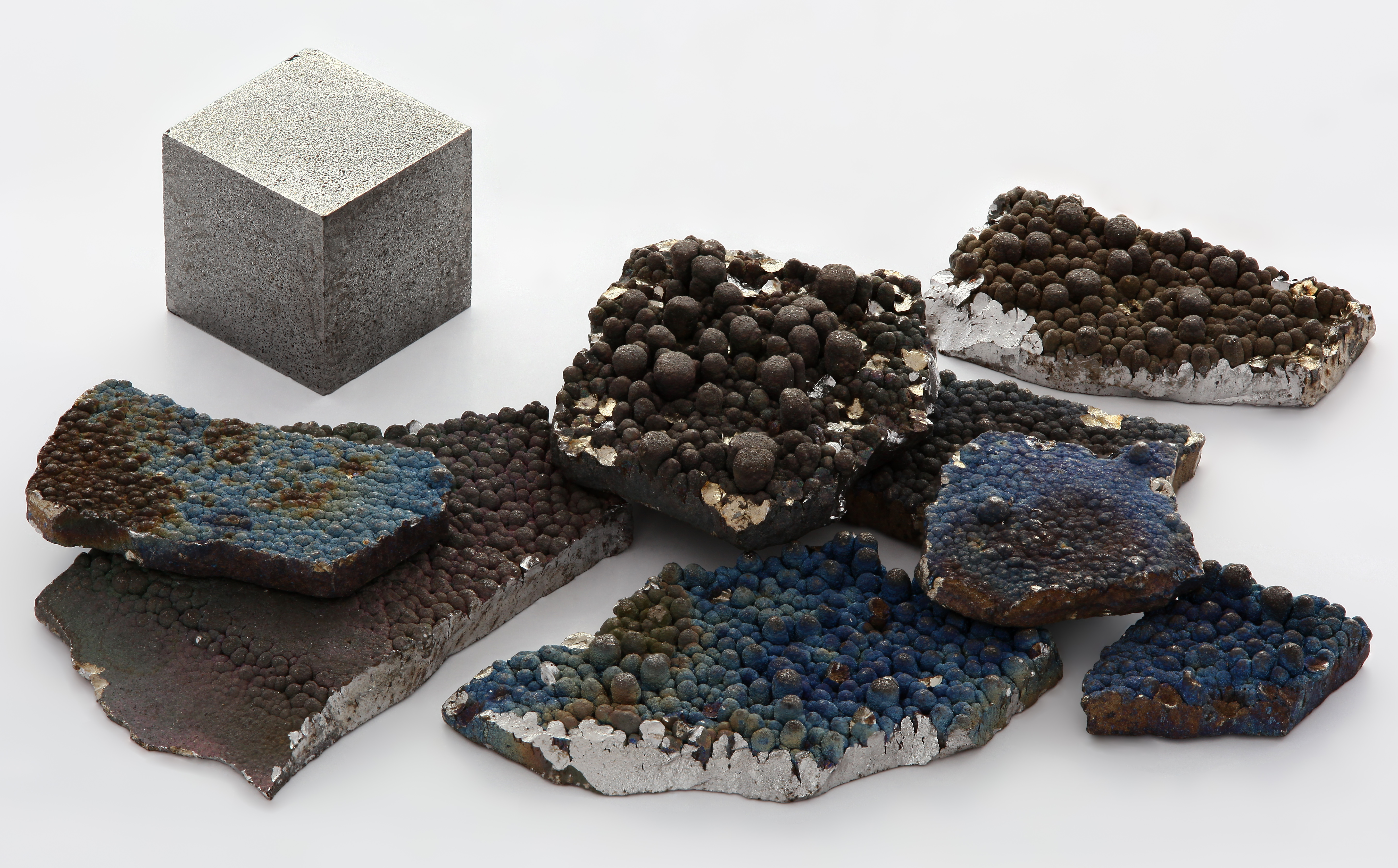
Focus Stack komplett scharf